# WPHL 1996/97
Die Saison 1996/97 war die erste reguläre Saison der Western Professional Hockey League. Die sechs Teams absolvierten in der regulären Saison je 64 Begegnungen. Das punktbeste Team der regulären Saison waren die New Mexico Scorpions, während die El Paso Buzzards in den Play-offs zum ersten Mal den President’s Cup gewannen.

## Reguläre Saison

### Abschlusstabellen
Abkürzungen: GP = Spiele, W = Siege, L = Niederlagen, T = Unentschieden, OTL = Niederlage nach Overtime, GF = Erzielte Tore, GA = Gegentore, Pts = Punkte
|                        | GP | W  | L  | OTL | GF  | GA  | Pts |
| ---------------------- | -- | -- | -- | --- | --- | --- | --- |
| New Mexico Scorpions   | 64 | 42 | 20 | 2   | 323 | 258 | 86  |
| Austin Ice Bats        | 64 | 35 | 22 | 7   | 271 | 249 | 77  |
| El Paso Buzzards       | 64 | 33 | 23 | 8   | 284 | 272 | 74  |
| Central Texas Stampede | 64 | 35 | 27 | 2   | 243 | 229 | 72  |
| Waco Wizards           | 64 | 30 | 30 | 4   | 220 | 249 | 64  |
| Amarillo Rattlers      | 64 | 17 | 39 | 8   | 239 | 323 | 42  |

## President's-Cup-Playoffs
|  | President's-Cup-Halbfinale | President's-Cup-Halbfinale | President's-Cup-Halbfinale |  |  | President's-Cup-Finale | President's-Cup-Finale | President's-Cup-Finale |
|  |                            |                            |                            |  |  |                        |                        |                        |
|  |                            |                            |                            |  |  |                        |                        |                        |
|  | 1                          | New Mexico Scorpions       | 2                          |  |  |                        |                        |                        |
|  | 4                          | Central Texas Stampede     | 4                          |  |  |                        |                        |                        |
|  |                            |                            |                            |  |  | 3                      | El Paso Buzzards       | 4                      |
|  |                            |                            |                            |  |  | 4                      | Central Texas Stampede | 1                      |
|  | 2                          | Austin Ice Bats            | 2                          |  |  |                        |                        |                        |
|  | 3                          | El Paso Buzzards           | 4                          |  |  |                        |                        |                        |
|  |                            |                            |                            |  |  |                        |                        |                        |

## Vergebene Trophäen
| Auszeichnung                                                        | Spieler              | Team                   |
| ------------------------------------------------------------------- | -------------------- | ---------------------- |
| Coach of the Year Bester Trainer                                    | Todd Brost           | El Paso Buzzards       |
| Most Valuable Player Bester Spieler der regulären Saison            | Chris Brooks         | Amarillo Rattlers      |
| Playoff Most Valuable Player Bester Spieler der Playoffs            | Chris MacKenzie      | El Paso Buzzards       |
| Most Outstanding Defenseman Bester Verteidiger der regulären Saison | Jody Praznik         | New Mexico Scorpions   |
| Most Outstanding Goaltender Bester Torhüter der regulären Saison    | Daniel Berthiaume    | Central Texas Stampede |
| Scoring Champion Bester Scorer der regulären Saison                 | Chris Brooks         | Amarillo Rattlers      |
| President’s Cup Gewinner der WPHL-Playoffs                          | El Paso Buzzards     | El Paso Buzzards       |
| Governors’ Cup Bestes Team der regulären Saison                     | New Mexico Scorpions | New Mexico Scorpions   |